# Regatul Imereti
Regatul Imereti (georgiană იმერეთის სამეფო) a fost un regat gruzin, stabilit în 1455 de către un membru al  dinastiei Bagrationi, când Regatul Georgiei s-a divizat în mai multe regate rivale. Înainte de aceasta, Imereti era considerat un regat separat de Regatul Georgiei, sub a cărui ramură principală a familii regale Bagrationi s-a petrecut înființare regatului în 1260 sub domnia lui David al IV, rege al Georgiei, care a pornit o revoltă împotriva dominației mongole și s-a refugiat în Abhazia.